# Nolberto Solano
Nolberto Albino Solano Todco (n. 12 decembrie 1974, Callao, Peru) este un fotbalist peruan retras din activitate, care a jucat pe post de mijlocaș lateral la echipe ca Newcastle, Sporting Cristal și Club Deportivo Municipal⁠(d). Pe plan internațional, are prezențe la națională pentru Peru. După încheierea carierei, a devenit antrenor, și a antrenat, printre altele, Peru Olympic football team⁠(d), Universitario și Blyth Spartans A.F.C.⁠(d).

### Palmares

#### Sporting Cristal
- Campeón Nacional în 1994, 1995, 1996

#### Newcastle United FC
- Cupa UEFA Intertoto  în 2006

#### Universitario de Deportes
- Campeón Nacional în 2009

#### Peru
- Kirin Cup în 1999